# Bottle Shock
Bottle Shock ist eine US-amerikanische Komödie aus dem Jahr 2008. Regie führte Randall Miller, der gemeinsam mit Jody Savin und Ross Schwartz auch das Drehbuch schrieb.

## Handlung
Die Handlung spielt im Jahr 1976. Jim Barrett und sein Sohn Bo betreiben Weinanbau im Napa Valley. Da Jim Barrett den Wein jedoch perfekt machen will, verzögert sich der Verkauf immer mehr, sodass Barrett in Geldnöte gerät und mehrere Kredite bei der Bank hat.
Auf dem Weingut arbeitet auch Gustavo, ein mexikanischer Einwanderer. Er ist mit Bo Barrett gut befreundet. Zu Unstimmigkeiten kommt es, als Sam, die neue Gehilfin von Jim Barrett, auftaucht. Sie ist etwa im gleichen Alter wie Gustavo und Bo, beide zeigen Interesse an ihr. Gustavo hat mit einem anderen Bauern zusammen zudem einen eigenen Wein gemacht, was dazu führt, dass er von Jim Barrett entlassen wird.
Gleichzeitig reist der in Paris lebende britische Weinhändler Steven Spurrier ins Napa Valley, wo er die dortigen Weine für eine von ihm organisierte blinde Weinprobe durch die Weinjury von Paris kostet. Auch den „Chateau Montelena“ von Barrett will Spurrier in Paris kosten lassen, jedoch lehnt Jim Barrett dies ab. Im letzten Moment überreicht Bo Barrett zwei Weinflaschen am Flughafen, damit der Wein dennoch verkostet werden kann.
Jim Barrett stellt fest, dass sein Wein mittlerweile zwar enorm gut schmeckt, jedoch braun ist. Er will den Wein vernichten lassen, jedoch wird der Wein von der Bardame Joe den zwei Fahrern abgekauft, die ihn eigentlich zur Deponie bringen sollen. Bo Barrett hat mit Hilfe von Sam und einem befreundeten Winzer mittlerweile herausgefunden, dass der Wein seine ursprüngliche Farbe nach einigen Tagen zurückerhält. Den Wein erhalten sie von der Bardame Joe zurück, somit scheinen die Geldsorgen vergessen. Auch Gustavo wird wieder eingestellt.
Schließlich wird Bo Barrett als Vertreter der amerikanischen Winzer nach Frankreich zur Weinverkostung geschickt. Dort gewinnt der „Chateau Montelena“ bei den Weißweinen.

## Kritiken
Robert Koehler schrieb in der Zeitschrift Variety vom 18. Januar 2008, es gebe einige Drehbuchschwächen – der Film beinhalte zu viel, um es handhaben zu können („contains too much to manage it“). Er hinterlasse jedoch einen „charmanten Nachgeschmack“. Die Darstellungen von Chris Pine und Bill Pullman seien „ungleichmäßig kalibriert“.

## Hintergründe
Die Geschichte des Filmes beruht auf einer wahren Begebenheit. Die Weinjury von Paris gab es 1976 wirklich, auch den Weinkritiker Steven Spurrier gab es. Das Weingut Chateau Montelena existiert noch heute und wird weiterhin von Jim und Bo Barrett selbst betrieben.
Der Film wurde in verschiedenen Orten in Kalifornien gedreht. Seine Weltpremiere fand am 18. Januar 2008 auf dem Sundance Film Festival statt. Am 14. Juni 2008 fand eine Vorführung auf dem Seattle International Film Festival statt. Der Film startete in ausgewählten Kinos der USA am 8. August 2008.
Im Juni 2009 wurde der Film in Deutschland auf DVD veröffentlicht. Neben dem Hauptfilm, der lediglich 106 Minuten lang ist, sind als Bonus noch eine Bildergalerie, ein Image-Film über das Weingut Chateau Montelena, Deleted Scenes und der Film-Trailer enthalten. Obwohl der Film von der FSK ab 6 Jahren freigegeben wurde, ist die DVD erst ab 16 Jahren freigegeben.